# Église Saint-Pierre de Tibiran
 (novembre 2020).
Si vous disposez d'ouvrages ou d'articles de référence ou si vous connaissez des sites web de qualité traitant du thème abordé ici, merci de compléter l'article en donnant les références utiles à sa vérifiabilité et en les liant à la section « Notes et références ».
L'église saint-Pierre de Tibiran se situe à Tibiran-Jaunac dans les Hautes-Pyrénées en région Occitanie. La première pierre de l'église actuelle fut posée en 1772. Elle a été bâtie en remplacement de la vieille église située au Plan des Pouts qui existait encore en 1632 en mauvais état (parcelle actuelle B 20 - vieux cimetière de Tibiran).

## Histoire
L'église, dont la première pierre est posée en 1772, est terminée en 1882. Des inscriptions à l'intérieur de l'église permettent de retracer diverses étapes de cette construction notamment sur une arche à l'intérieur de l'église dominant les fonts baptismaux datée de 1779 ainsi qu'une date figurant au dessus du porche d'entrée : 1822. D'autre part, les registres communaux du Conseil municipal, relatent en détail les difficultés de cette construction.

## Galerie d'images

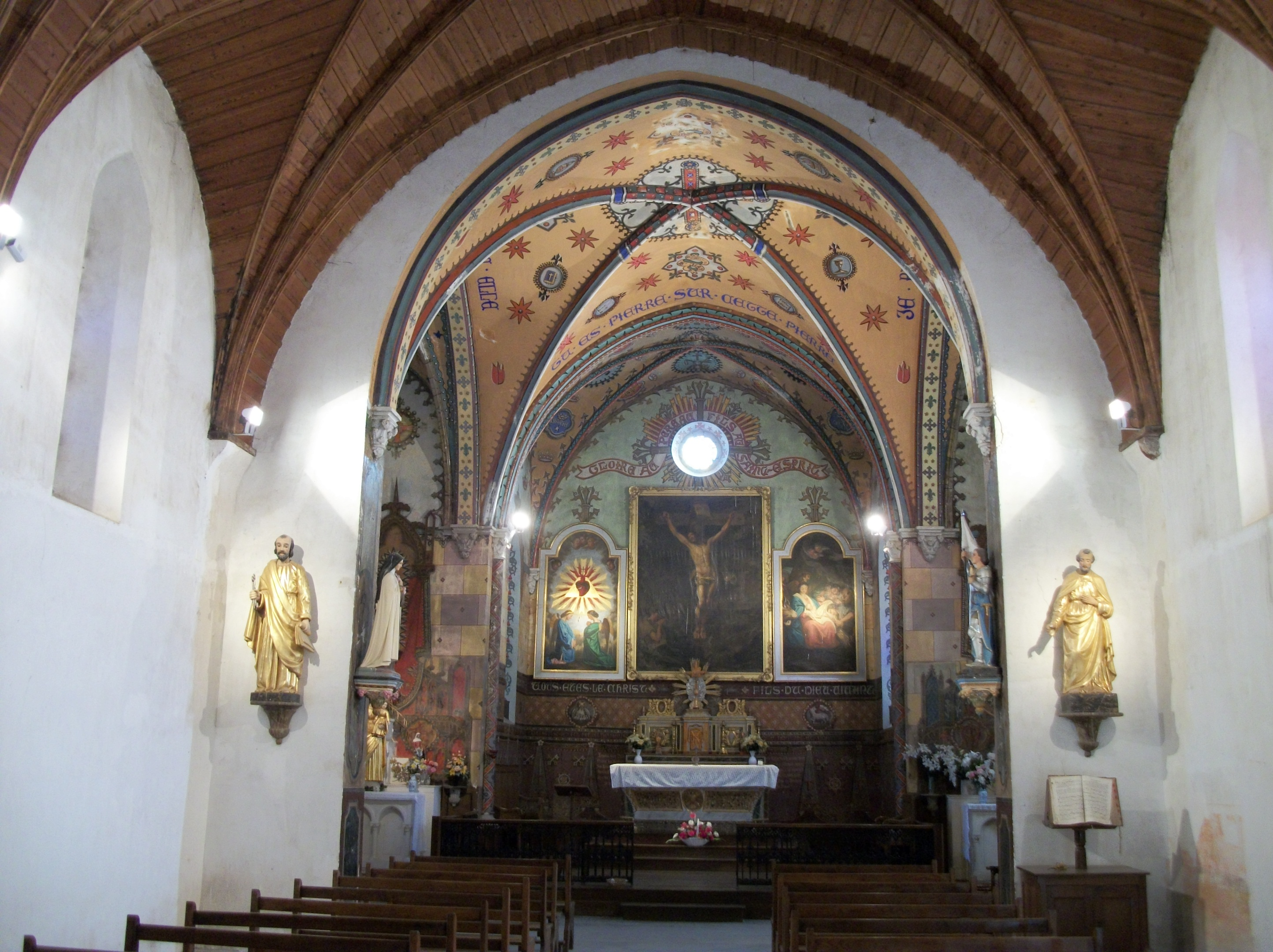
La nef et le chœur
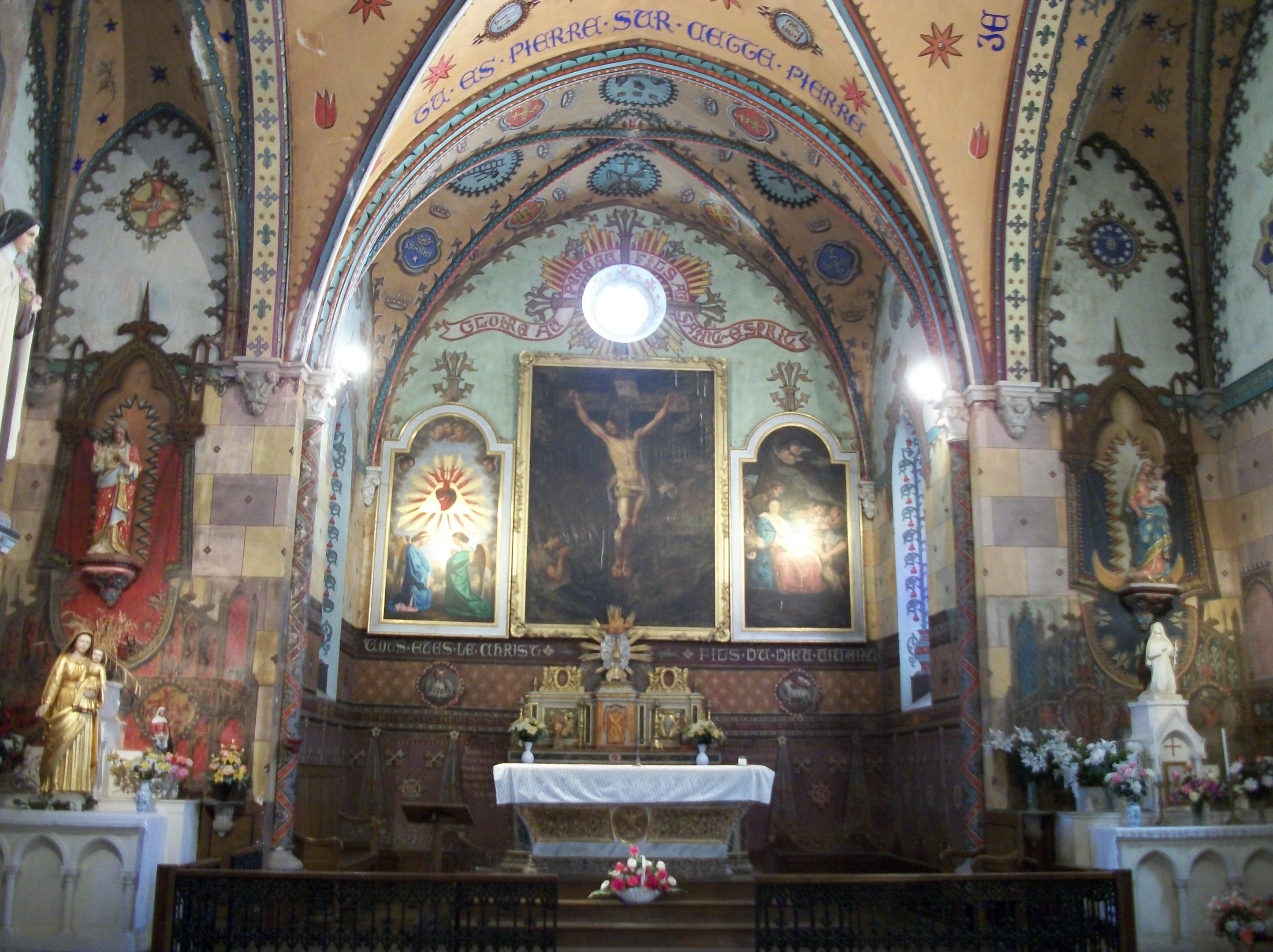
Le Chœur
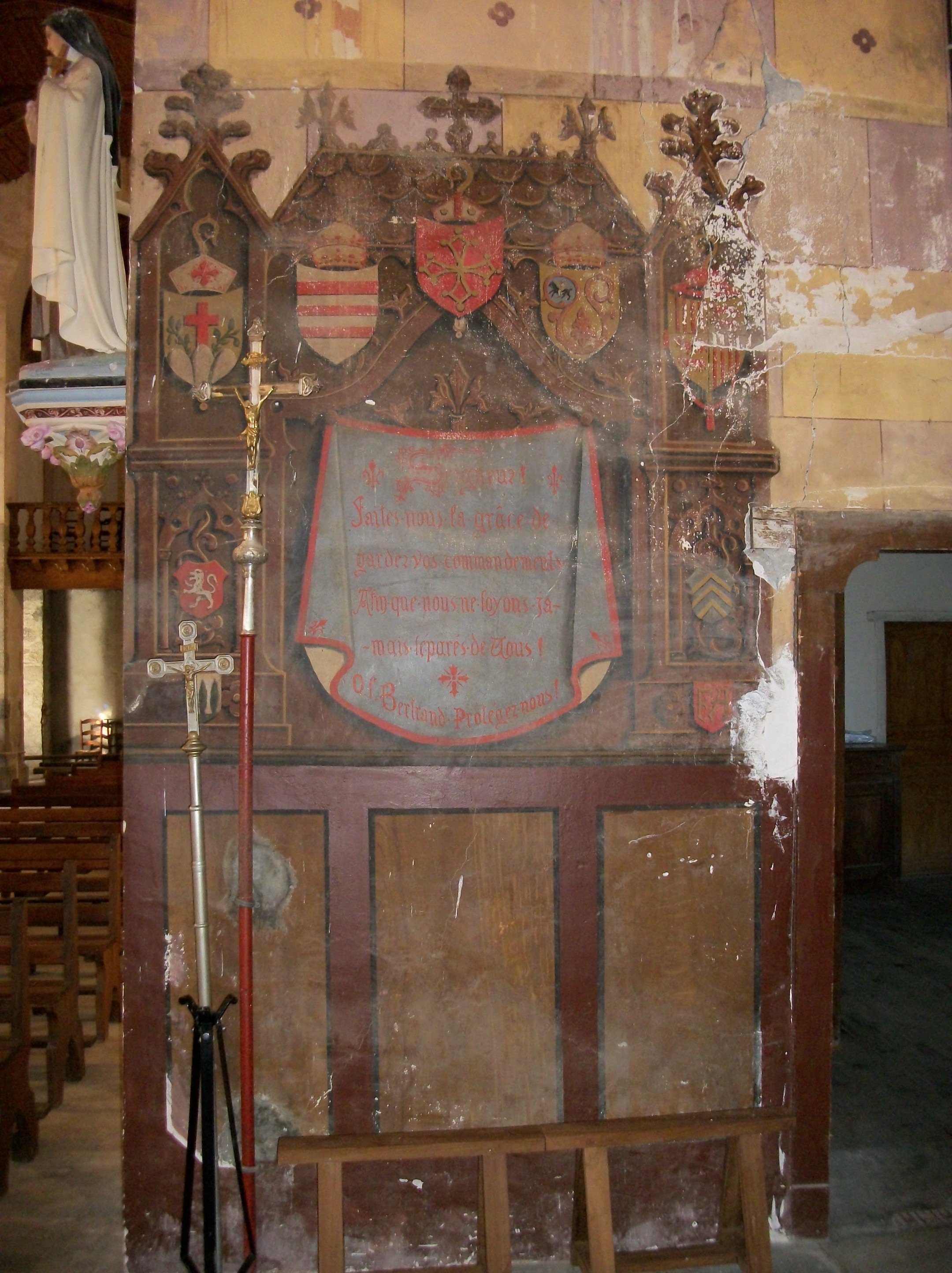
Chapelle du Sacré-Cœur de Jésus. Peintures avec des blasons
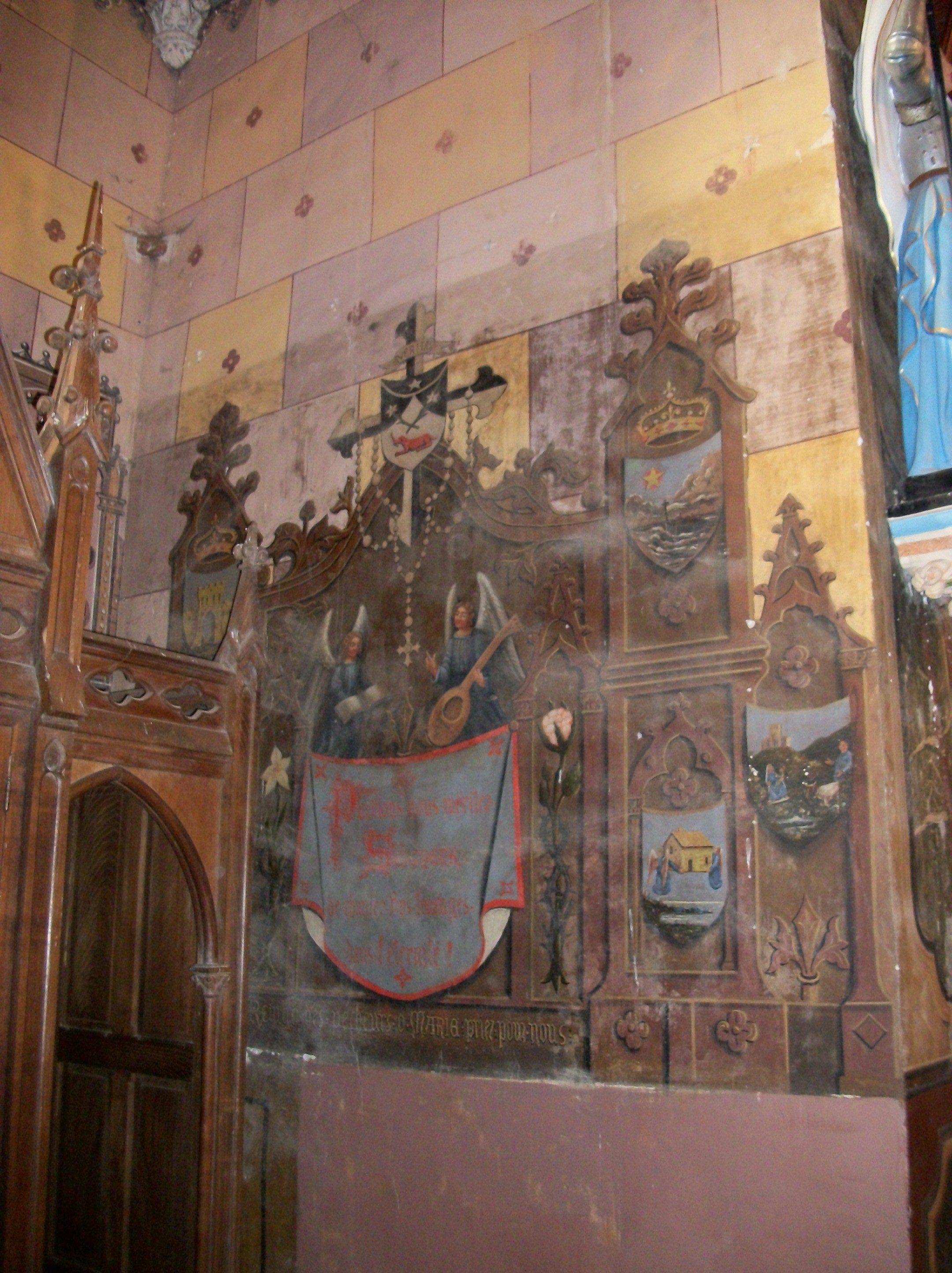
Chapelle de la Vierge Marie. Peintures représentant des anges